# Río Almáchar
El río Almáchar es un río de España de la cuenca mediterránea andaluza, que discurre en su totalidad por el territorio del este de la provincia de Málaga. 

## Curso
El Almáchar nace en el monte Vallejo, perteneciente a los Montes de Málaga, a una altitud de 560m. Realiza un recorrido en dirección sur-norte hasta su confluencia con el río del Borge, su principal afluente, donde cambia su curso en dirección oeste-este, hasta su desembocadura en el río Benamargosa, a 48m de altitud, entre las localidades de Triana y Benamocarra.
Aparece descrito en el segundo volumen del Diccionario geográfico-estadístico-histórico de España y sus posesiones de Ultramar de Pascual Madoz con las siguientes palabras:

ALMACHAR: r. en la prov. de Málaga, part. jud. de Velez Málaga. Nace en lo más hondo del cerro de Santo Pitar, sigue su curso por los arrabales de la v. de Borge y por cima de Benamocarra, fertiliza muchas tierras de su ribera cubiertas de limoneros y hortalizas, y se confunde con el r. de Velez por frente de la huerta nombrada del Obispo: en los años escasos de agua suele interrumpirse su carrera.
(Madoz, 1845, p. 16)